# Simultandolmetscheranlage

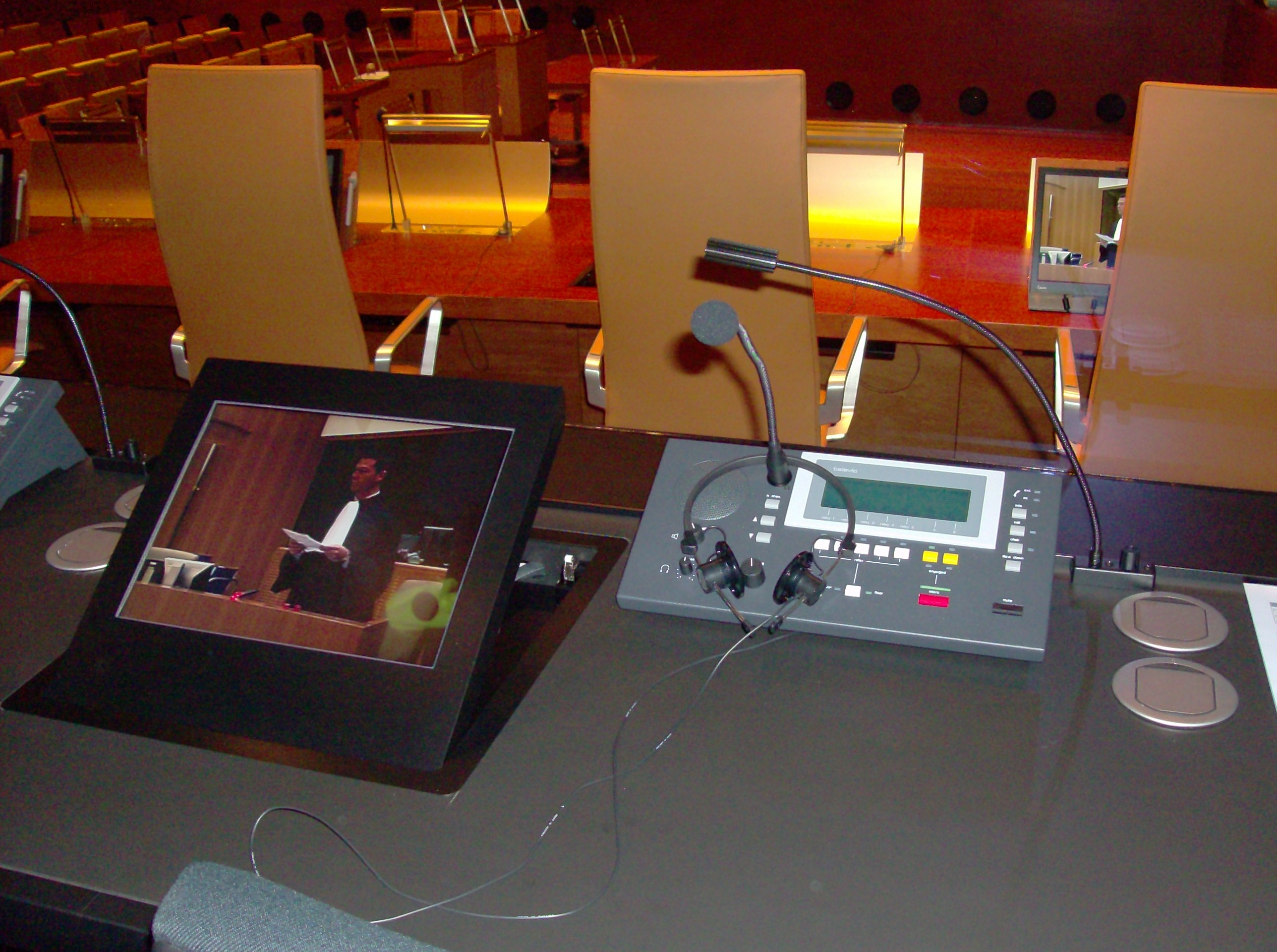
Simultandolmetscheranlage beim Europäischen Gerichtshof

Die Simultandolmetscheranlage ist eine elektroakustische Übertragungsanlage, die dazu dient, eine Rede aus dem Konferenzsaal in verschiedene Sprachen zu übertragen.
Die Dolmetscherpulte sind in den Kabinen der Simultandolmetscher installiert.
Die Anzahl der Dolmetscherkabinen beträgt beim üblichen Relaisdolmetschen n−1.
Wird z. B. Deutsch, Englisch, Französisch gesprochen, so sind zwei Kabinen für mindestens je zwei Dolmetscher zu installieren. Eine der Sprachen funktioniert dabei als Leitsprache und ist gleich für alle Kabinen. Die Ermöglichung einer direkten Verdolmetschung zwischen allen Sprachpaaren ist sehr aufwändig: So werden etwa bei 10 Sprachen (n²−n)÷2 Kabinen, also 45 mit 90 Dolmetschern, benötigt.                                
Die Größe der Dolmetscherkabinen ist jeweils für den transportablen Einsatz oder für die ortsfeste Installation genormt.
Die Anzahl der Dolmetscher erhöht sich nach Empfehlung der AIIC (Association Internationale des Interprètes de Conférence) bei zahlreichen Kanälen auf mindestens drei oder mehr Dolmetscher je Sprachkabine.
Der Konferenzteilnehmer hat je nach eingesetzter Technik einen Kopfhörer sowie eine Sprechstelle mit integriertem Sprachenwähler oder Empfänger, um aus den vorgegebenen Sprachen auswählen zu können.
Einer Simultandolmetscheranlage ist meist eine Diskussionsanlage mit Sprechstellen vorgeschaltet.
Als eingesetzte Technik kommt eine Übertragung per Kabel, per Funk oder per Infrarotlicht in Frage.
Die Übertragung kann analog oder digital erfolgen.

## Einsatz

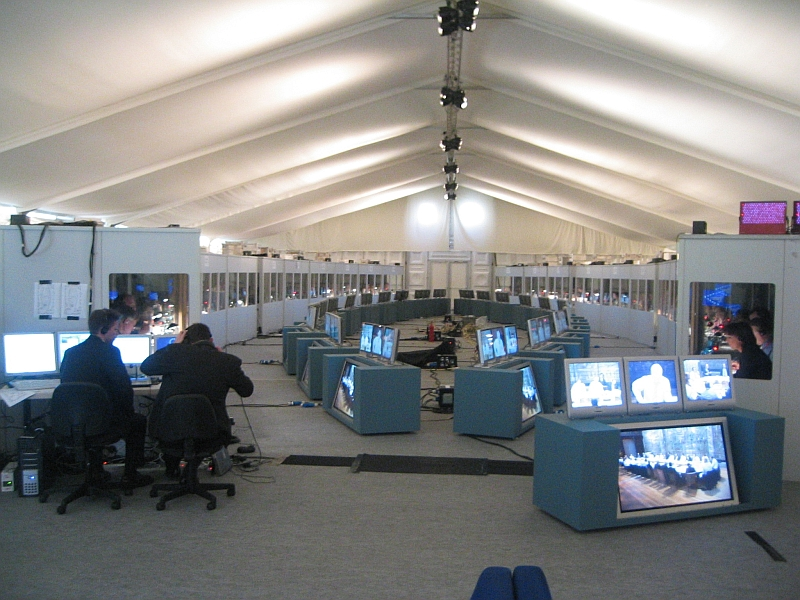
Teledolmetschen mit Bildschirmen, abgesetzte Simultandolmetscheranlage, EU-Konferenz Hampton Court

- Nationale und internationale Konferenzen, Kongresse, politische Gipfeltreffen (G7) etc.
- Simultandolmetschen von vorgefertigten Audioinformationen z. B. von CDs, aus Videos etc.
- Teledolmetschen, d. h. hier besteht keine direkte Sichtverbindung zum Konferenzgeschehen, sondern die visuelle Information wird über ein Kamerasystem auf Videomonitore übertragen. Die Dolmetscherkabinen sind in einem gesonderten Raum untergebracht.
- Filmdolmetschen, etwa bei Filmfestivals. Hier sind oft zwei Sprecher auf einem Kanal (Szene: Frau – Mann), um den Filmton realistischer abbilden zu können. Hierfür müssen die Dolmetscherpulte mit Zusatzfunktionen ausgestattet sein.

## Wichtige Hersteller
- Beyerdynamic (Fertigung eingestellt)
- Bosch Sicherheitssysteme
- Brähler ICS Konferenztechnik AG
- Televic Conference